# ميكي ميهتا
ميكي ميهتا (بالإنجليزية: Mickey Mehta)‏ هو فنان قتالي هندي، ولد في 29 أغسطس 1962 في مومباي في الهند.

## وصلات خارجية
- الموقع الرسمي